# Cantó de Campagne-lès-Hesdin
El cantó de Campagne-lès-Hesdin és un cantó francès del departament del Pas de Calais, situat al districte de Montreuil. Té 23 municipis i el cap és Campagne-lès-Hesdin.

## Municipis
- Aix-en-Issart
- Beaurainville
- Boisjean
- Boubers-lès-Hesmond
- Brimeux
- Buire-le-Sec
- Campagne-lès-Hesdin
- Douriez
- Gouy-Saint-André
- Hesmond
- Lespinoy
- Loison-sur-Créquoise
- Maintenay
- Marant
- Marenla
- Maresquel-Ecquemicourt
- Marles-sur-Canche
- Offin
- Roussent
- Saint-Denœux
- Saint-Rémy-au-Bois
- Saulchoy
- Sempy

## Història
| Data d'elecció                           | Identitat          | Partit                            | Qualitat |
| ---------------------------------------- | ------------------ | --------------------------------- | -------- |
| 1945-1979                                | Gilles Flament     | SFIO, després radical, després PS |          |
| 1979-1998                                | Christian Tuaillon | RPR, Divers droite                |          |
| 1998-                                    | Ghislain Tétard    | UDF, després UMP                  |          |
| les dades anteriors no són pas conegudes |                    |                                   |          |
|                                          |                    |                                   |          |

## Demografia
| A partir de 1990: Població sense dobles comptes |